# Sophie Robert
Pour les articles homonymes, voir Robert.
 (novembre 2022).
Sophie Robert, née le 3 octobre 1967 à Troyes dans l'Aube, est une scénariste, réalisatrice et productrice française.
Dans ses vidéos, elle s'est engagée contre la psychanalyse. Cependant, depuis plusieurs années, elle diffuse sur la chaîne YouTube Dragon Bleu TV des contenus jugés complotistes, liés à l'extrême droite et transphobes.

## Biographie
Dans sa jeunesse, Sophie Robert avait envisagé de devenir psychanalyste mais elle en a « rapidement abandonné l'idée ». Elle a en revanche « conservé pendant des années une passion pour la psychanalyse », ce qui l'a amenée à « beaucoup l'étudier ».
Scénariste pour la télévision, elle réalise en 2011 le film documentaire Le Mur. Elle décide alors de commencer une carrière de documentariste avec des films centrés sur les sciences humaines et sociales.
En 2019, elle est faite chevalier de la Légion d'honneur sur proposition du premier ministre Édouard Philippe.

## Documentaires
En 2011, Sophie Robert réalise Le Mur ou la psychanalyse à l'épreuve de l'autisme en partenariat avec le président de l’association Autistes sans frontières, Vincent Gerhards. Ce premier volet d'une série documentaire sur la psychanalyse, qui devait être initialement diffusée sur Arte, a été réalisé avec le soutien financier partiel de l'association Autistes sans frontières.
Il reçoit les critiques des psychanalystes interviewés. Trois d'entre eux assignent Sophie Robert en justice : Le Mur est, selon eux, « un film militant » qui les « ridiculise »,. Leur action débouche sur l'interdiction provisoire du film, qui sera finalement levée,. Ce procès et les craintes qui en découlent chez les producteurs obligent Sophie Robert à se mettre en autoproduction, ce qui retarde les dates de sortie de ses autres documentaires. 
Son deuxième documentaire, le long métrage sur l’autisme Quelque chose en plus sort en salles[réf. nécessaire] le 2 avril 2014. Ce film est parrainé par le Ministère des Affaires sociales et de la Santé[réf. nécessaire] par l'intermédiaire de Ségolène Neuville, la Secrétaire d'État chargée des Personnes handicapées et de la Lutte contre l'exclusion[source insuffisante].
En 2015, Sophie Robert diffuse, sur la web TV Dragon Bleu TV, deux programmes vidéo de format émission de plateau sur la psychanalyse et la psychiatrie. Dans le premier programme, intitulé Les déconvertis de la psychanalyse, elle interviewe trois anciens psychanalystes (Jacques Van Rillaer, Stuart Schneiderman, Jean-Pierre Ledru) et un philosophe (Mikkel Borch-Jacobsen) et, dans le second programme, elle interroge trois psychiatres et une chercheuse en neurosciences[Qui ?] traitant des repères fondamentaux de la psychiatrie scientifique. Dans une émission de La Tête au carré sur France Inter, Sophie Robert est décrite comme poursuivant « son travail d'enquête et de déconstruction du dogme psychanalytique. »
Avec le soutien du Ministère de l'Éducation nationale[réf. nécessaire], Sophie Robert commence en 2016 une série de cinq programmes vidéo pédagogiques consacrés à l’inclusion scolaire des enfants autistes[source insuffisante]. Ses deux premières réalisations sont sorties la même année, la première sur l'inclusion scolaire des enfants autistes en maternelle et élémentaire et la deuxième sur l'inclusion des enfants autistes en collège et lycée[réf. nécessaire].
En 2016, elle mise en partie sur le financement participatif pour financer un documentaire intitulé Le Phallus et le Pas tout sur les théories sexuelles psychanalytiques. Le film sort en 2019 sous le titre : Le Phallus et le néant. Dix-huit psychanalystes freudiens et lacaniens, hommes et femmes, y présentent leurs positions sur la sexualité.
En 2022, elle réalise le documentaire indépendant Trans Mauvais Genre: chapitre 1 une épidémie mondiale. Le documentaire est cité par 20 Minutes comme exemple de documentaires « utilisant l’image de personnes trans sans leur consentement et surfant sur certaines théories du complot promues par l’extrême droite ». Ce documentaire, ainsi que les différents propos de Sophie Robert à l'égard du thème de la transidentité fait polémique. Ainsi, différents collectifs, notamment  CLE Autistes se désolidarisent de la scénariste : "CLE Autistes ne peut plus nier que les positionnements politiques de Sophie Robert divergent des attentes du collectif en matière de défense des droits des personnes autistes. Il accorde son soutien plein et entier à toutes les personnes trans, décidant dorénavant de rompre les liens avec Sophie Robert, son travail, ses productions et de ne plus en faire la promotion.". CLE Autistes rédige également un dossier avec "intégralité des captures d’écran et les détails sur chaque propos violents véhiculés par Sophie Robert".
En 2023, Sophie Robert publie un livre intitulé La psychanalyse est-elle une secte ? Anthropologie des fondamentalistes du freudo-lacanisme (Enrick B Éditions, coll. « Porte-Voix »), avec une préface de Jacques Van Rillaer.

## L'affaire du filmLe Mur
Dès sa sortie, le documentaire Le Mur suscite de vives critiques de la part des milieux psychanalytiques. Trois des psychanalystes et membres de l’École de la cause freudienne interviewés dans le film, Esthela Solano-Suarez, Éric Laurent (en) et Alexandre Stevens, ont porté plainte en accusant Sophie Robert d’avoir manipulé leurs propos. En première instance, la justice leur a donné raison sur ce point, interdisant à la documentariste de continuer à présenter son film en l’état. Cette décision est annulée deux ans plus tard, le 16 janvier 2014 par la cour d’appel de Douai, qui reconnait toutefois que les plaignants ont été « piégés » mais que leurs propos, dans leurs seuls énoncés, n'ont pas été déformés.

## Filmographie

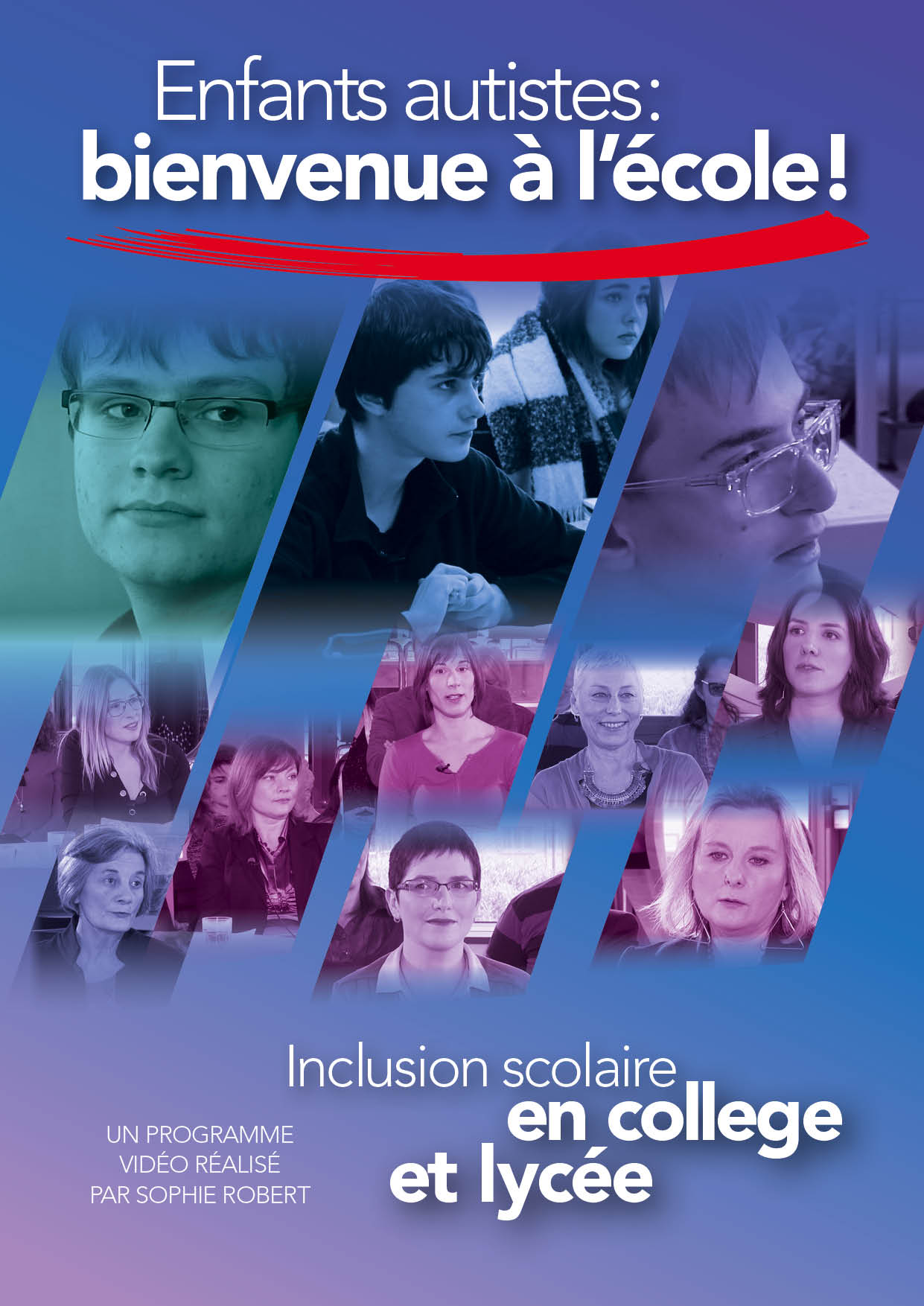
Affiche de la vidéo Enfants autistes : Bienvenue à l'école ! Inclusion scolaire en collège et lycée.

### Scénariste

#### Fictions
- 2001 : Innocente, 90 minutes, 35 mm, Capa Drama
- 2002 : Lune Rousse, 90 minutes, 35 mm, Ego Productions

#### Documentaire
2004 : Chronique des urgences, 5 × 26 minutes HD, Nova Prod Owl

### Scénariste et coproductrice
Il s'agit de fictions :
- 2005 : Les histoires extraordinaires de Pierre Bellemare - saison 2, collection de fictions 20 × 35 minutes, Elephant
- 2010 : Blast, 12 × 52 minutes HD, Nord Séries[18]

### Scénariste, réalisatrice, productrice
Il s'agit de documentaires : 
- 2011 : Les troubles du spectre autistique, 28 minutes, HD, Océan Invisible Productions
- 2011 : Le Mur, 52 minutes, HD, Océan Invisible Productions
- 2014 : Mon univers à part, clip de 3 min 30 s, HD, Océan Invisible Productions
- 2014 : Quelque chose en plus, 80 minutes, HD, Océan Invisible Productions
- 2015 : Les déconvertis de la psychanalyse, 80 minutes, HD, Océan Invisible Productions
- 2015 : Les fondamentaux de la psychiatrie, 60 minutes, HD, Océan Invisible Productions
- 2016 : Enfants autistes : Bienvenue à l'école ! Inclusion scolaire en maternelle et élémentaire, 105 minutes, HD, Océan Invisible Productions et Ninsun Project[19]
- 2016 : Enfants autistes : Bienvenue à l'école ! Inclusion scolaire en collège et lycée, 106 minutes, HD, Océan Invisible Productions et Ninsun Project[20]
- 2016 : Enfants autistes : Bienvenue à l'école ! Le chemin vers l'inclusion, 93 minutes, HD, Océan Invisible Productions et Ninsun Project
- 2016 : Enfants autistes : Bienvenue à l'école ! Qu'est ce que l'autisme ?, 89 minutes, HD, Océan Invisible Productions et Ninsun Project
- 2018 : Maternophobie, 86 minutes, HD, Océan Invisible Productions et Ninsun Project
- 2019 : Le Phallus et le néant, 120 minutes, HD, Océan invisible productions[21]
- 2019 : Hold up sur la psychologie, 71 minutes, HD, Océan Invisible Productions et Ninsun Project
- 2022 : Mauvais genre, 92 minutes, HD, Dragon Bleu TV

## Publication
- La psychanalyse, est-elle une secte? Anthropologie des fondamentalistes du freudo-lacanisme, préface de Jacques Van Rillaer, Enrick B Éditions, collection « Porte-Voix », 2023, 504 p.  (ISBN 978-2-38313-135-9).

## Distinctions
- Chevalière de la Légion d'honneur. Le 31 décembre 2018, elle est nommée au grade de chevalier dans l'ordre national de la Légion d'honneur au titre de « scénariste, réalisatrice et productrice de films ; 23 ans de services »[22].